# Bundesliga de 1982–83
A Primeira Divisão do Campeonato Alemão de Futebol da temporada 1982-1983, denominada oficialmente de Fußball-Bundesliga 1982-1983, foi a 20º edição da principal divisão do futebol alemão. O campeão foi o Hamburger SV que conquistou seu 6º título na história do Campeonato Alemão.

## Premiação
| 1. Fußball-Bundesliga 1982-1983    |
| Hamburgo                           |
| ---------------------------------- |
| HAMBURGER SV Bicampeão (6º título) |